# Żona dla Australijczyka
Pour plus de détails, voir Fiche technique et Distribution.
Żona dla Australijczyka (Une femme pour un Australien) est un film polonais de Stanisław Bareja sorti en salles le 15 juin 1964.

## Synopsis
Robert, un Australien d'origine polonaise arrive en Pologne pour trois jours afin de trouver une femme et par la même occasion rencontrer son cousin, le capitaine Klement. Ce dernier est absent mais Robert s'installe dans sa villa. Grâce à l'aide du redacteur Michał Żelazkiewicz qui lui a remis les clefs, Robert participe au concert du groupe folklorique Mazowsze où il remarque une de danseuses, Hanka Rębowska. Il en tombe immédiatement amoureux et par tous les moyens tente de la persuader de l'épouser et de quitter la Pologne.

## Fiche technique
- Titre original : Żona dla Australijczyka
- Réalisation : Stanisław Bareja
- Scénario :  Roman Niewiarowicz, Hieronim Przybył
- Musique :  Tadeusz Suchocki, Tadeusz Sygietyński
- Photographie : Kazimierz Konrad
- Montage : Krystyna Rutkowska
- Décors : Tadeusz Wybult
- Costumes :
- Société de production : Zespół Filmowy Rytm
- Pays d'origine :  Pologne
- Langues originales : polonais
- Genre :  Comédie
- Format :
- Durée : 92 minutes
- Dates de sortie : 15 juin 1964

## Distribution
- Wiesław Gołas - Robert
- Elżbieta Czyżewska - Hanka Rębowska
- Edward Dziewoński - le redacteur Michał Żelazkiewicz
- Lech Ordon - le portier d'hôtel
- Mieczysław Czechowicz - le capitaine Klement
- Bogumiła Olędzka - Ela, l'amie de Hanka
- Kazimierz Wichniarz - président du conseil municipal
- Stanisław Wyszyński - un conseiller municipal
- Wiesław Michnikowski - Malinowski
- Jan Kobuszewski - le livreur